# Аль-Каим (шиизм)
Аль-Ка’им (араб. القائم‎) — в шиизме, ожидаемый член «семьи Пророка» Мухаммада, который должен подняться (ка’им) против незаконной власти и восстановить справедливость на земле. Другие эпитеты — «исполнитель повеления Аллаха» (ка’им би-амриллах), «владыка эпохи» (сахиб аз-заман).
На веру в аль-Каима повлияла иудейско-христианская идея ожидаемого мессии (масих), которая развивались и культивировались в шиизме на протяжении всей истории ислама. Представление об ал-Каиме появилось в начале VIII века в среде кайсанитов, которые ожидали «возвращения» Мухаммада ибн аль-Ханафии (ум. ок. 700 года). Приблизительно с 770-х годов идею возвращения аль-Каима стали проповедовать ранние исмаилиты (мубаракиты), идейными преемниками которых явились карматы.
Среди шиитов не было единого представления об аль-Каиме. Расхождения были в основном в определении состояния аль-Каима. Одни считали его скрытым, невидимым для людей, другие признавали достоверной его смерть, третьи отрицали саму возможность для него смерти. Касательно мнения о назначении аль-Каима, «умеренные» шииты проповедовали, что он будет послан на землю, чтобы исполнить повеления Аллаха и установить на земле справедливость. «Крайние» шииты (карматы и др.) ожидали пришествия аль-Каима в качестве основателя новой религии, считали, что он явится с «новым шариатом», отменит шариат пророка Мухаммада и провозгласит «новый Коран». Многозначность понятия аль-Каима отражала пестроту и эклектизм религиозно-политических представлений шиитов в ранней истории ислама.
Символом власти аль-Каима считается меч (ка’им би-с-сайф, сахиб ас-сайф), посредством которого он устранит несправедливость. Согласно шиитской традиции, аль-Каим должен появиться в Мекке, затем он отправится в Куфу, откуда он будет править миром в течение семи (по другой версии девятнадцати) лет. Однако, каждый его год равен десяти обычным годам.
Для имамитов является «скрытый» 12-й имам Мухаммад ибн аль-Хасан. Они связывают с выступлением аль-Каима воскресение (ар-радж’а), полагая, что между смертью аль-Каима и воскресением и Судным днем (киямат) пройдет сорок дней.
В имамизме и исмаилизме аль-Каим часто идентифицируется со «скрытым» имамом из рода Али ибн Абу Талиба (Алидов), который должен появиться в «конце эпохи» — Махди. Вера в ожидаемого Махди является одним из основных шиитских догматов. Для шиитов аль-Каим-Махди — это полновластный и непогрешимый правитель, «полюс бытия» (кутб аль-вуджуд), благодаря которому существует земной мир. Для суннитов же Махди — это «последний заместитель (халиф) пророка». Подобно христианскому мессии — Параклету, который должен явиться в «конце эпохи» с толкованием Священного Писания христиан, имамитские богословы (X. Амули и др.), проповедовали пришествие ожидаемого аль-Каима-Махди в качестве толкователя (муфассира) сокровенного и истинного смысла Корана.